# Diluvio (film 1974)
Diluvio (Potop) è un film del 1974 diretto da Jerzy Hoffman, tratto dal romanzo storico omonimo dell'autore polacco Henryk Sienkiewicz. Il film fa parte di una trilogia di film storici diretti da Hoffman e tratti da opere di Sienkiewicz, insieme ad Il settimo flagello (1969) ed Ogniem i mieczem (1999). Fu candidato all'Oscar come miglior film straniero.

## Trama
Il film è ambientato nel XVII secolo, durante la devastante invasione svedese della Confederazione polacco-lituana, conosciuta come "Diluvio" (potop in polacco), in cui, a causa di guerre e malattie, un quarto della popolazione della confederazione morì e l'economia del Paese fu gravemente danneggiata.

## Riconoscimenti
- Premio Oscar
  - Candidatura all'Oscar al miglior film straniero